# Exantema
Un exantema (del latín tardío exanthēma y este del griego exánthēma; significa 'eflorescencia') o erupción cutánea (conocido coloquialmente como sarpullido) es una aparición brusca y diseminada sobre la piel de lesiones de morfología, extensión y distribución variable que aparece como manifestación clínica de una enfermedad sistémica de etiología diversa.

## Causas
Las causas de los exantemas son diversas:
- Agentes infecciosos: es la causa más frecuente, sobre todo en patología pediátrica. Dentro de esta etiología infecciosa el mayor peso recae en virus.
- Fármaco-medicamentosa: como la reacción alérgica a los betalactámicos
- Enfermedades sistémicas: Artritis reumatoide juvenil (ARJ), púrpura de Schönlein-Henoch, fiebre reumática (FR), etc.

## Fisiopatología
Los mecanismos patogénicos por los que se puede difundir son: 
- Diseminación hematógena
- Liberación de toxinas bacterianas
- Mecanismo inmunológicos

## Clasificación

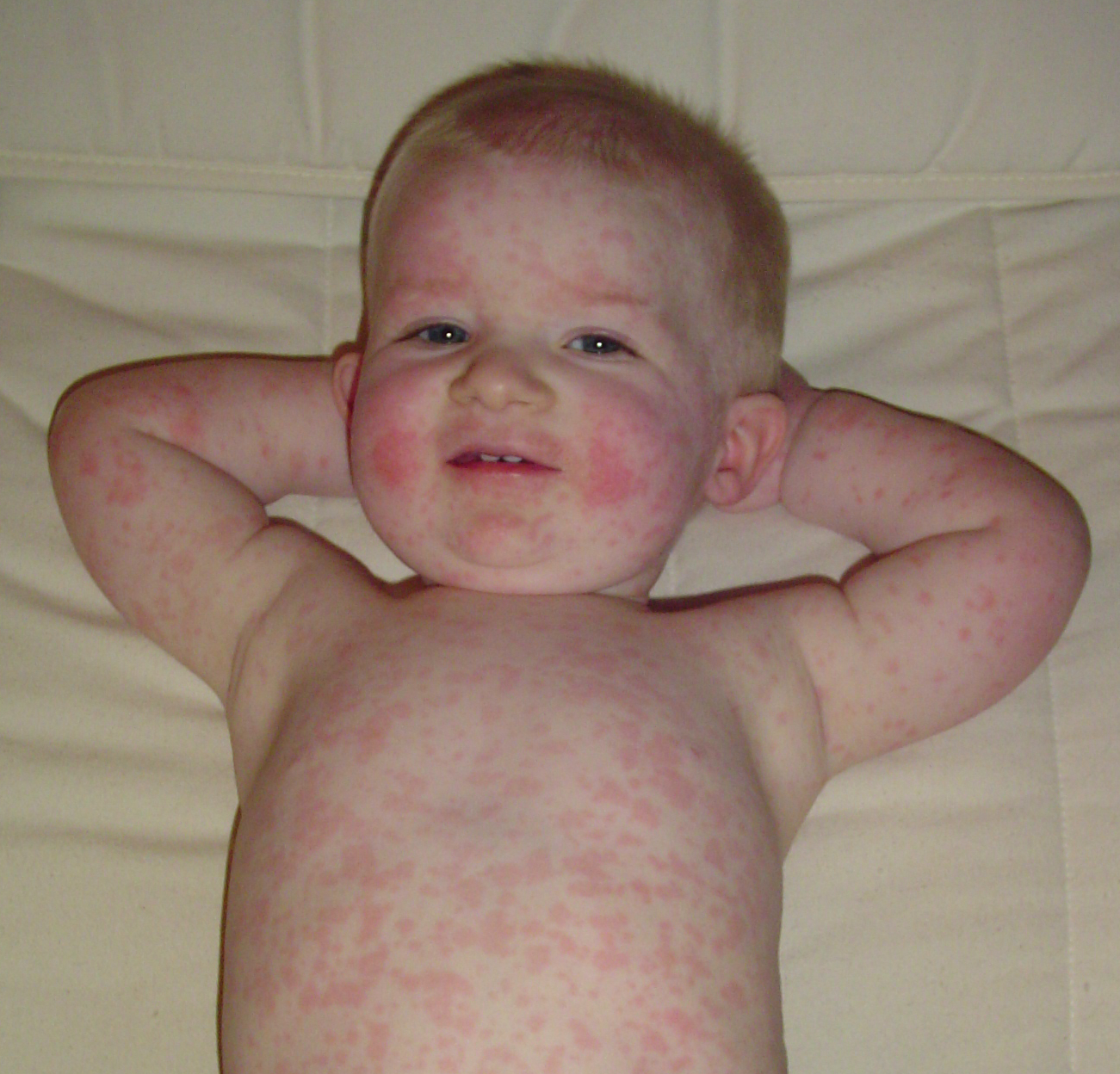
Exantema reticular

Exantema pupúrico

### Máculo-papulosos
Los más frecuentes. Son un conjunto de máculas y pápulas que adquiere distintas formas.
- Morbiliforme: el más común. Ej.: sarampión
  - Máculas: lesiones planas (no palpables), coloreadas, casi siempre eritematosas, con un diámetro inferior a 1 cm.
  - Pápulas: lesiones sobreelevadas y circunscritas con un diámetro inferior a 1 cm.

- Escarlatiniforme: placa eritematosa muy confluente. Causa eritrodermia (piel roja y descamada por todo el cuerpo) y se blanquea a la presión. Ej.: escarlatina.

- Reticular: lesiones eritematosas, planas y confluentes con un característico aspecto reticular y festoneado. Ej.: eritema infeccioso.

- Urticarial:
  - Habón (roncha): pápula de superficie plana cuyo centro suele ser pálida. Desaparece generalmente entre 24-48 horas. Ej.: Coxakie 9

### Vesiculosos
Una vesícula (diámetro < 5 mm) o ampolla (diámetro >5 mm) es una cavidad superficial circunscrita y elevada sobre la superficie de la piel y ocupada por un líquido de contenido seroso. Ej.: varicela.

### Purpúricos
Presenta petequias, equimosis e, incluso, hematomas. Ej.: Edema agudo hemorrágico del lactante. 
Las petequias son lesiones puntiformes de color rojo púrpura, por extravasación de sangre que no desaparecen con la dígito presión.

## Diagnóstico
En general no existen lesiones patognomónicas que indiquen una etiología concreta, así que será importante determinar diversos factores:
- Factores epidemiológicos (edad, ambiente epidémico, contacto con enfermos/fuentes de transmisión, exposición al sol, alergias, enfermedades crónicas y medicamentos).
- Periodo prodrómico (estado clínico de los días previos al debut de la erupción. En sarampión o exantema súbito existe una sintomatología llamativa).
- Características del exantema (distribución, forma de inicio, coloración, aspecto y forma). La clasificación del exantema será la base del diagnóstico.
- Clínica acompañante y exploración física completa.
- Exploraciones complementarias (hepáticas, serológicas, …).

El diagnóstico se basa en una buena anamnesis que evalúe todos los factores anteriores y además en una exploración completa.

### Factores epidemiológicos
- Edad: La enfermedad de Kawasaki, el sarampión o el eritema son propias de lactantes, en cambio, la escarlatina o la rubeóla son propios de la edad escolar.
- Inmunidad: Fundamentalmente las víricas confieren inmunidad una vez desarrolladas. En el caso de las vacunas en general también podría ayudar a descartar determinadas etiologías, pero existe una baja probabilidad de fracaso (varicela).
- Ambiente epidémico familiar o escolar: Siempre resultará más fácil el diagnóstico (por ejemplo; sd.mano-pie-boca) cuando ya ha existido otro previamente dentro de su entorno más cercano.Sospechar el diagnóstico con lesiones mínimas sugerentes.
- Contacto directo con enfermos/portadores u otros vectores de transmisión: Debe valorarse la existencia de posibilidad de contacto con enfermos o con otro tipo de vectores de transmisión (Rickettsias, viajes, animales, …).
- Exposición al sol.
- Antecedentes alérgicos, enfermedades crónicas o ingesta de medicamentos.

### Periodo prodrómico
Se refiere al estado clínico de los días previos al debut de la erupción. 
- En sarampión o exantema súbito existe una sintomatología llamativa.
- En la varicela el niño se encuentra asintomático o presenta síntomas leves.

### Formas de presentación
- Distribución: localizado y generalizado.
- Forma de inicio: centrípeto, centrífugo, cefalocaudal, generalizado y en pliegues.
- Coloración: rosado, rojo intenso, violáceo y purpúrico.
- Aspecto: discreto, coalescente y morbiliforme.
- Forma: monomorfo y polimorfo.

La clasificación del exantema será la base del diagnóstico, pero aun siendo infrecuente, ocasionalmente coexisten lesiones diversas.

### Cuadro clínico
- Sintomatología propiamente dicha: fiebre, prurito, manifestaciones digestivas, respiratorias, neurológicas…
- Exploración física completa: existen signos patognomónicos (manchas de Koplik) u orientativos como inyección conjuntival, labios figurados, adenopatías, hepato-esplenomegalia, edema de manos y/o pies y signos meníngeos (especialmente en las purpúricas).

### Exploraciones complementarias
Generalmente irrelevantes:
- Hematométrica: poco específica con un aumento linfocitario o presencia de linfocitos atípicos (mononucleosis infecciosa).
- Serológico: Aporta un diagnóstico tardío.